# غرنج (كوه بنج)
غرنج (بالفارسية: گرنج) هي قرية تقع في إيران في البلدة المركزية. يقدر عدد سكانها بـ 22 نسمة .